# Лаку Туркулуј (Прахова)
Лаку Туркулуј (рум. Lacu Turcului) насеље је у Румунији у округу Прахова у општини Балта Доамнеј. Oпштина се налази на надморској висини од 85 m.

## Становништво
Према подацима из 2002. године у насељу је живело 391 становника, од којих су сви румунске националности.